# D坂の殺人事件
『D坂の殺人事件』（ディーざかのさつじんじけん）は、1925年（大正14年）に発表された江戸川乱歩の短編探偵小説。乱歩が創作した代表的人物である名探偵明智小五郎の初登場作。博文館の探偵小説雑誌『新青年』の1925年1月号に掲載され、6ヶ月連続短編掲載の1作目にあたる。密室殺人事件を“私”と素人探偵“明智小五郎”が追及していくという本格もの。なお、D坂とは東京都文京区千駄木の団子坂のことである。また、著者の乱歩含め『D坂』と略記されることもある。
書籍刊行としては1925年7月の『創作探偵小説集第一巻「心理試験」』（春陽堂）が初。また、明智小五郎シリーズの代表作として映画やテレビドラマとして数多く映像化された。

## 概要
『新青年』新年増刊号（第六巻第二号）に掲載された。D坂で起きた密室殺人事件を“私”と素人探偵“明智小五郎”が追及していくという短編推理小説。江戸川乱歩が自作に明智探偵を初登場させた記念碑的作品である。文中で心理学と犯罪の関係について触れられており、これは続編『心理試験』のテーマとなっている。

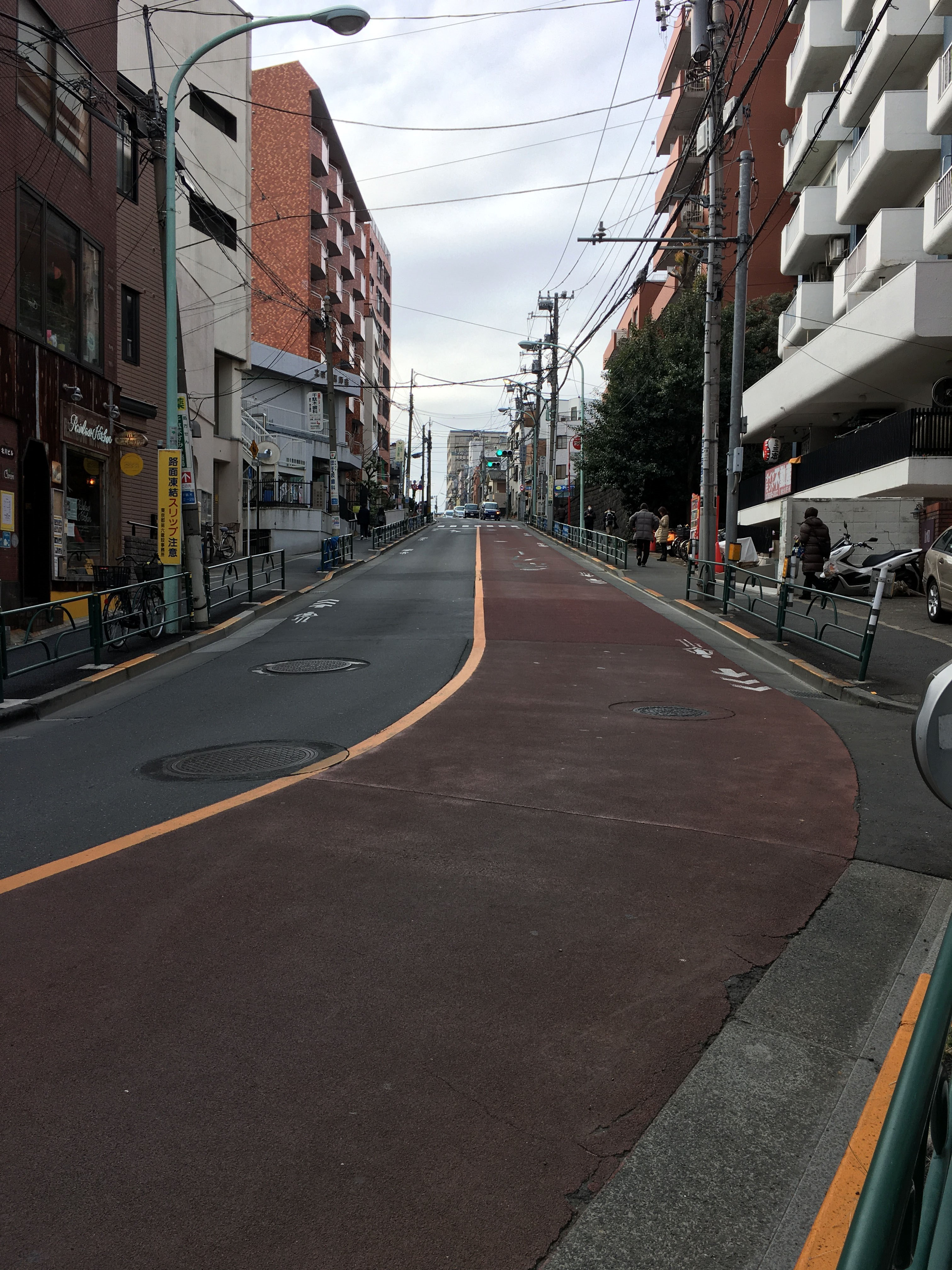
東京の「団子坂」

本作には古本屋と蕎麦屋が登場するが、乱歩は作家になる前に様々な職歴があり、大正8年には、東京市文京区本郷駒込林町の「団子坂」で弟2人とともに実際に「三人書房」という古本屋を営んでいた。この古本屋で乱歩は、居候の友人と二人で推理小説の案を練っていた。事件の舞台である「D坂」とは、この「団子坂」のことである。また劇中にはソバ屋も軒並びで登場するが、乱歩自身もシナ蕎麦屋を経営していたことがあった。
その後も職を転々とした後、大正11年に職を失った乱歩は妻子と共に大阪府守口市八島町の父の家へ移り、「江戸川乱歩」の筆名で、団子坂時代に考案した筋書きを基に『二銭銅貨』と『一枚の切符』を書き上げた。（詳細は江戸川乱歩の項目を参照のこと）。森下雨村が『二銭銅貨』を称賛し、人気推理作家の小酒井不木にこれを渡したところ、両作品を不木が激賞したため、大正12年に『二銭銅貨』と『一枚の切符』が探偵雑誌『新青年』に掲載されることとなり、「江戸川乱歩」のデビューとなった。
『新青年』で乱歩は『恐ろしき錯誤』、翌大正13年に『二癈人』、『双生児』と発表を続け、大正14年1月号に本作を発表した乱歩は、その続編『心理試験』の原稿を小酒井不木に送り、探偵小説作家としてやっていけるかどうか判定してもらった。2月号に掲載された『心理試験』は世評も良く、不木からも激励されたことから、当時、31歳だった乱歩は専業の職業作家となることを決意した。
本作は、乱歩によると「誰かが不自然だといって非難した棒縞の浴衣と格子のトリックが実は出発点であった」という。乱歩は当時大阪の京阪電車沿線の外守口町に住み、毎日大阪まで電車で通っていたが、ある夕方、電車を降りて家に帰る途中、線路に沿った田舎道を歩いていて、鉄道の線路と人道との境に立ち並んでいる古い枕木を黒焦げに焼いて針金を張った通行止めの柵に目をひかれた。歩いていると柵の黒い棒がチラチラとあとへ流れ、棒と棒の間から向い側の地面が現れては消えた。乱歩は「そこに何かしら錯覚の種が潜んでいるような気がした」と語っている。そのうちに太い棒柄の浴衣が頭に浮かび、さらに大阪障子のマイラ戸が聯想され、あのトリックが作り上げられたのだという。乱歩にとってこういう思いつきは全く「運」のようなもので、あとになると案外つまらないが、この思いつきに陶酔する程度の大小によって、出来上がる小説のよしあしも定まるのではないかと語っている。
本作は乱歩自身「本格探偵小説」と銘打った、密室トリック作品である。乱歩によると、「その頃、日本の紙と木で出来た建物では『モルグ街』のような密室探偵小説は書けない、日本に探偵小説がないのはそういう生活様式が大きな理由になっているという説が行われていたので、必ずしもそうではない、こういう風に書けば、日本の建物でも密室が構成できるという一例を示す気持ちがあった」といい、「大南北の犯罪劇に心酔し、黒岩涙香の翻訳探偵小説に心酔し得た日本人は、紙と竹の家に住んでいても、決して探偵小説嫌いではないということを、主張したかったのである」と述べている。
乱歩は講釈師神田伯龍をモデルにした素人探偵（私立探偵のこと）、明智小五郎を本作で初登場させている。この頃、乱歩は伯龍をはじめて聞いてひどく感心し、顔や姿も気に入った。「当時は今よりももっと痩せていて、いい意味の畸形な感じを多分に持っていた」といい、「そこで何気なく伯龍を素人探偵のモデルに使ってみた訳である」としている。
乱歩は明智を本作限りのキャラクターにするつもりで、「自註自解」でも、「別に決まった主人公にするつもりはなかったのだが、方々から『いい主人公を思いつきましたねえ』と言われるものだから、ついその気になって、引き続き明智小五郎を登場させることになった。」と語っているが、実際には本作の発表以前に、明智の登場する第2、3作目の『心理試験』『黒手組』は書かれており、また実際この2作の発表は本作の翌月号、翌々月号である。
本作の挿絵は、初出版では一木弴(いちき とん)が担当した。明智の容貌はごつごつした怪人物風。創元推理文庫版では棟方志功による版画挿絵が使われている。
作中での明智の「君は、ポーの『ル・モルグ』やルルーの『黄色い部屋』などの材料になった、あのパリのRose Delacourt事件を知っているでしょう。」という台詞は、乱歩が『ストランド・マガジン』1915年10月号に掲載された、「"Originality in Murder"」（George Robert Sims著）という記事を参考にしたものである。
本作と次作『心理試験』の出来栄えを高く評価した森下雨村は、乱歩が専業作家になることを応援する試みとして『新青年』誌上で6ヶ月連続短編連載を企画した。本作の掲載以降は、『心理試験』（2月号）、『黒手組』（3月号）、『赤い部屋』（4月号）、『幽霊』（5月号）、（6月号は休載）、『白昼夢』、『指環』（7月号）、『屋根裏の散歩者』（8月増刊号）と続き、乱歩は探偵小説家としての名を揺るぎないものとした。本作は乱歩自身も「私の短編の代表的なものに属する」と位置付けている。初出誌『新青年』では、冒頭に次のような編集部の一文が載せられた。
また本作末尾には、乱歩の次のような「作者付記」が載せられた。
1987年刊行の創元推理文庫版は表題作を含む全10編を収録しており、2011年6月時点で26刷・12万部を発行している。

## あらすじ
9月初旬の夜、「私」がD坂の大通りにある喫茶店で、向かいの古本屋の美人妻を眺めることを目当てに長居をしていると、その美人妻の存在を教えてくれた「人間の研究をしている」という青年明智小五郎が通りかかり、彼も店内に入ってくる。しかし、件の美人妻も主人も店頭に姿を見せず、万引きの跋扈するのに任せたままにしているので、おかしいと思った二人が古本屋へと入って電灯をつけてみると、奥の部屋に古本屋の妻の絞殺死体があった。警察の捜査の結果、古本屋の主人のアリバイは証明されるが、死体が発見された部屋の出入り口はすべて見張られた状態にあり、犯人がどこから入り、どこから逃げたかはわからない。長屋内部の者の犯行か。しかも奥の座敷に誰か男がいるのを無双障子越しにちらりと見たという二人の学生は、男の着物は黒、もう一方は白だと違う証言をし、事件は謎を深める。
10日後、私は、本だらけの明智の下宿を訪れ、そこで件の事件についての推理を明智に語る。二人の学生の見た着物の色の違いは、犯人が白と黒の縦じまの着物を着ていたからで、それが障子の格子により、見る角度の違いからそれぞれ一色しか見えなかったのだ。そしてあのときそのような着物を着ていたのは明智だった。その他、電燈スイッチに明智の指紋しか残ってないことなどから、美人妻の幼馴染であった明智が犯人だと私は語る。明智は大笑いしたのち、自身の推理を、過去の事例を引き出しながら話す。着物の色の違いはとっさの時のよくある記憶違いにすぎない。古本屋の妻には身体中に生傷があったが、同じ長屋にある蕎麦屋の妻も同様のものがあることがわかった。蕎麦屋の主人は「残虐色情者（サディスト）」であったのだ。そして古本屋の妻は「被虐色情者（マゾヒスト）」であり、互いの性癖を知った2人は密かに情事を重ねており、今回の事件は、彼らの行為が行きすぎてしまったがゆえに起こってしまったのだと語る。そこに、蕎麦屋の主人が自首したとの記事が載せられた新聞が届く。

## 登場人物
「私」
本作品の語り手。『二銭銅貨』、『一枚の切符』の主人公達と同様、探偵趣味がある書生。『黒手組』でも記述者（「私」）として登場。
明智小五郎
煙草屋の二階に下宿している無職の書生。探偵小説好きな20代前半の一種の遊民で、喫茶店「白梅軒」で「私」と知り合う。
古本屋の妻
明智の幼馴染。全身傷だらけの絞殺された死体として発見される。
古本屋の主人
「白梅軒」の向かいに構える古本屋。「白梅軒」のウェートレス達から、妻を虐待しているのではないかと噂されている。
ソバ屋（旭屋）の主人
古本屋の1軒置いて左に構えるソバ屋。古本屋の主人と同様、妻を虐待しているのではないかと噂されている。
ソバ屋（同）の妻
古本屋の妻と同様、全身に傷を負っている。
アイスクリーム屋の主人
古本屋の裏の路地の角に店を構える。「事件が起きた時間に路地を通った者はいない」と証言する。
菓子屋の主人
古本屋の1軒置いて右に構える。
工業学校の生徒達
犯人らしき男を目撃するが、証言が食い違う。
小林刑事
名探偵と噂の高い刑事。

## 映画

### 『D坂の殺人事件』（1998年）
『D坂の殺人事件』と『心理試験』、『屋根裏の散歩者』を合わせて原作とした映画。ただし、『D坂の殺人事件』からは、一組の不倫SM関係が脇筋として用いられているのみで、オリジナルな構図で創作された事件が、『心理試験』後半を援用して解決される物語となっている、嶋田久作の演じる明智小五郎は原作とは違って洋服姿である。また前半部で登場する時は頭の毛はモジャモジャであるが、後半部に登場する時は整髪したものになっている。怪しげな高等遊民から、紳士然として官憲の信頼も厚い名探偵へと変身していく過程が描かれた映画である。1998年、R-15公開。

#### あらすじ
昭和2年の東京。文京区千駄木の団子坂は喫茶店や古書店が軒を連ねる商店街だった。古書店「粋戸堂」の後妻である時子は、美術品の修復家・蕗屋の工房を訪ねた。蕗屋は若いながら実は腕の立つ贋作師で、彼に「責め絵」の偽物を依頼する時子。それは伝説の責め絵師・大江春泥の幻の連作「不知火」だった。
同じ頃、旅館に居座っていた探偵の明智小五郎は部屋代を滞納し、膨大な蔵書を女将に売り払われた。数々の難事件を解決して来た明智だが、この頃は長いスランプに陥り、引き籠っていたのだ。
誰も真似できないと言われる春泥を見事に模写する蕗屋。二組の贋作を完成させた蕗屋は原作を焼き捨て、自分の作の一組を「本物」として返却した。その出来に満足した時子は、さらに大金を積んで、原作が存在しない春泥の作品「明け烏」の制作を依頼した。
模写ではない創作に取り組む蕗屋。素人のモデルに満足できない蕗屋は、美しい自分自身を描くことで作品を完成させた。その過程で、「粋戸堂」の時子こそが春泥の「不知火」のモデルだったことを知る蕗屋。新作の代金を受け取りに行った際に、蕗屋は問答無用で時子を絞め殺した。
時子殺しの犯人として逮捕されたのは「粋戸堂」の従業員の男だった。店を訪れた者として蕗屋も嘘発見器の検査を受けたが、事前に想定問答を繰り返し切り抜けた。そこへ現れる明智小五郎。埋もれていた大量の書籍を処分された明智は気分一新し、探偵事務所を開設して警察に協力していたのだ。
「粋戸堂」を最後に訪れたのは事件の二日前だと主張する蕗屋に対し、トリックを使って現場にあった「紅葉の屏風」に見覚えがあると証言させる明智。その屏風は二日前には置かれていなかったのだ。観念して自供する蕗屋。贋作を二組描いては一組を「本物」とし、原作を焼き捨てて来た蕗屋にとって、自身をモデルとした春泥の作品が世に出た以上、古い原作(時子)は消すべき存在だったのだ。

#### スタッフ
- 監督 - 実相寺昭雄
- 製作 - 黒澤満、植村徹
- 企画 - 大木淳吉、小坂恵一
- プロデューサー - 一瀬隆重、石原真、宍倉徳子
- 脚本 - 薩川昭夫
- 撮影 - 中掘正夫
- 照明 - 牛場賢二、丸山文雄
- 美術 - 池谷仙克
- 録音 - 福岡修
- 編集 - 西東清明
- 音楽 - 池辺晋一郎
  - 演奏 - 原田節、城戸喜代
- 監督補 - 服部光則
- 助監督 - 高橋巌
- 製作担当 - 小川勝広
- 劇中画 - 前田寿安
- 記録 - 赤澤環
- 音響効果 - 倉橋静男（サウンドボックス）
- リーレコ - 岡村昭治
- 題字 - 石原静夫
- 協力 - 東映東京撮影所、東映化学工業、東京衣裳、東京美工、東京コンサーツ、コダイグループ
- 企画製作協力 - オズ、コダイ
- 製作 - 東映ビデオ、東北新社

#### キャスト
- 蕗屋清一郎：真田広之
- 明智小五郎：嶋田久作
- 須永時子：吉行由実
- 花崎マユミ：大家由祐子
- 笠森糺：岸部一徳
- 鈴木欣哉：六平直政
- 斎藤勇：齋藤聡介
- 秋村キセ子：小川はるみ
- 小林芳雄：三輪ひとみ
- 秋村修平：寺田農
- 庄司武彦：堀内正美
- 反町邦雄：東野英心
- 都築茂：広瀬昌亮
- 安堂俊光：岡野進一郎
- 土屋ミツ：原知佐子

### 『D坂の殺人事件』（2015年）
江戸川乱歩没後50周年記念作品として、窪田将治監督が失恋殺人（原作：妻に失恋した男）に続き江戸川乱歩作品を映画化した。原作は明智小五郎のデビュー作で、独身の二十代で高等遊民という設定であったが、映画は既に前作から「AKC探偵事務所」を構えている職業探偵となっており、夫人の文代が助手を務めている。事件の捜査はもっぱら彼女が担当していて、明智の立ち位置は安楽椅子型探偵に近い。明智役は前作に引き続いて草野康太が演じたが、文代夫人と浪越警部は配役が変更された。また『屋根裏の散歩者』のキャラクターである郷田三郎を登場させ、明智のライバル的な立場になるというアレンジが加えられている（郷田を演じた河合龍之介は、次作『屋根裏の散歩者』でも引き続いて同役を演じた）。（2015年、R-15公開）。カラー・115分。

#### あらすじ
団子坂の安アパート「東栄館」に住む、人生に退屈しきった青年・郷田三郎（河合龍之介）は、唯一「屋根裏の散歩」によってその変態的な性欲を満たしていた。
ある日偶然、蕎麦屋「鈴木庵」の主人（仁科貴）と、花崎古書店の美しき夫人・悦子（祥子）との不倫の現場を目撃した郷田は、彼女に強く心惹かれるようになる。そんな矢先に、蕎麦屋の主人が入水死体となって発見される。第一発見者は、古書店主人の花崎（木下ほうか）であった。蕎麦屋の頸部には縄の跡があり、警察の浪越警部（近藤芳正）は自殺だと断定する。しかし、たまたま現場を通りかかった探偵・明智小五郎（草野康太）はその見解に疑問を抱く。花崎古書店を訪れた明智は、そこに郷田の姿を発見し、その挙動に不審な印象を抱く。明智はまた、悦子の腕に、酷いあざがあることにも気づいた。探偵事務所に戻った明智は、夫人で助手の文代（大谷英子）に事件の調査を指示する。文代はまず、被害者の蕎麦屋の夫人を尋ねることにした。

#### スタッフ
- 監督・脚本：窪田将治
- 製作・配給・宣伝：キングレコード
- 企画・制作プロダクション：FAITHentertainment(フェイスエンタテインメント)
- 制作協力：サモワール
- エグゼクティブプロデューサー：重村博文
- プロデューサー：山口幸彦、佐伯寛之
- 撮影：西村博光
- 照明：常谷良男
- 録音・整音：田邊茂男
- 美術：畠山和久
- 装飾：田仲正彦
- スタイリスト：森内陽子
- ヘアメイク：藤川美紗
- 助監督：土岐洋介
- 制作担当：相川真範
- 音楽：與語一平
- 配給協力：ブラウニー
- 企画協力：講談社/フライデー編集部

#### キャスト
- 花崎悦子：祥子
- 郷田三郎：河合龍之介
- 明智小五郎：草野康太
- 鈴木（蕎麦屋の主人）：仁科貴
- 明智文代：大谷英子
- 浪越警部：近藤芳正
- 花崎（古書店の主人）：木下ほうか

## テレビドラマ

### 『D坂殺人事件 名探偵明智小五郎誕生』
正式なタイトルは『D坂殺人事件 名探偵明智小五郎誕生 名探偵明智が挑む猟奇殺人の謎!!闇に浮かぶ白い肌…』。1992年、フジテレビ系列。
- 製作：フジテレビジョン、カノックス
- 演出：久世光彦
- 脚本：寺内小春
- 音楽：小林亜星
- タイトル画：小沢清人
- 殺陣：國井正廣
- 演出補：北川邦夫、千葉行利
- プロデュース：三宅川敬輔、三浦寛二
- 出演：森光子、郷ひろみ、いかりや長介、松雪泰子、蟹江敬三、根岸季衣、麿赤児、六平直政、段田安則、でんでん、半海一晃、西初恵、伊藤眞、英太郎、新村礼子、津村鷹志、田根楽子他

### 『シリーズ・江戸川乱歩短編集1925年の明智小五郎D坂の殺人事件』
2016年1月11日放送、NHK BSプレミアム。『D坂の殺人事件』『心理試験』『屋根裏の散歩者』の初期作を連続してドラマ化した第1作。シリーズは基本的に原作小説をそのまま朗読、俳優が台詞部分を演じる形式で、そのため「最も原作に忠実」を謳い文句にしている。
明智小五郎は三作ともに女性である満島ひかりが演じているが、『D坂』に登場する、棒高縞の和服姿にモジャモジャの蓬髪の明智を忠実に映像化した作品は、これが初めてであった(和服姿の明智は『江戸川乱歩全集　恐怖奇形人間』の大木実がいるが、蓬髪ではない。『二十面相の娘』の明智も和服だが、江戸川乱歩原作ではない)。原作で言及される様々な用語や人物名について、字幕や写真、イラストを挿入して解説するという演出が取られた。明智小五郎のモデルとなった神田伯龍(五代目)の写真も紹介されている。また、原作通り、『モルグ街の殺人』『まだらの紐』のトリックにも言及されている。
D坂（団子坂）の通りや建物、一部の登場人物（証言者のアイスクリーム屋や学生たち）は、ミニチュアと人形で表現された。これは実相寺昭雄版『D坂の殺人事件』でも取られた手法である。

#### スタッフ
- 演出：宇野丈良
- 音楽：崎元仁
- 音響効果：金子昌晃
- 撮影：岩永洋
- 照明：長田青梅
- 音声：島津未来介
- 編集：田中誠一
- 美術：福井大
- ミニチュア作成：萩原卓児
- イラスト作成：谷口亮
- スタイリスト：野原英則
- ヘアメイク：堀川貴世
- 資料提供：立教大学
- リサーチャー：明仁絵里子
- 取材：鈴木徳至
- プロデューサー：淵邉恵美
- 制作統括：千葉聡史、松永真一、長嶋甲兵
- 制作：NHKエンタープライズ
- 制作・著作：NHK、テレコムスタッフ

#### キャスト
- 明智小五郎：満島ひかり
- 「私」：松永天馬
- 小林刑事：末吉くん
- 古本屋の細君：中村中
- 古本屋の主人：山中崇
- 蕎麦屋の主人：津田寛治

## 漫画作品
「明智小五郎×絞男〜D坂の殺人事件〜」
山口譲司作画。集英社 『江戸川乱歩 異人館』1巻（ISBN 978-4-088-79126-5）に収録。「私」は江戸川乱歩本人と設定してある。